# St. Martin (Högling)

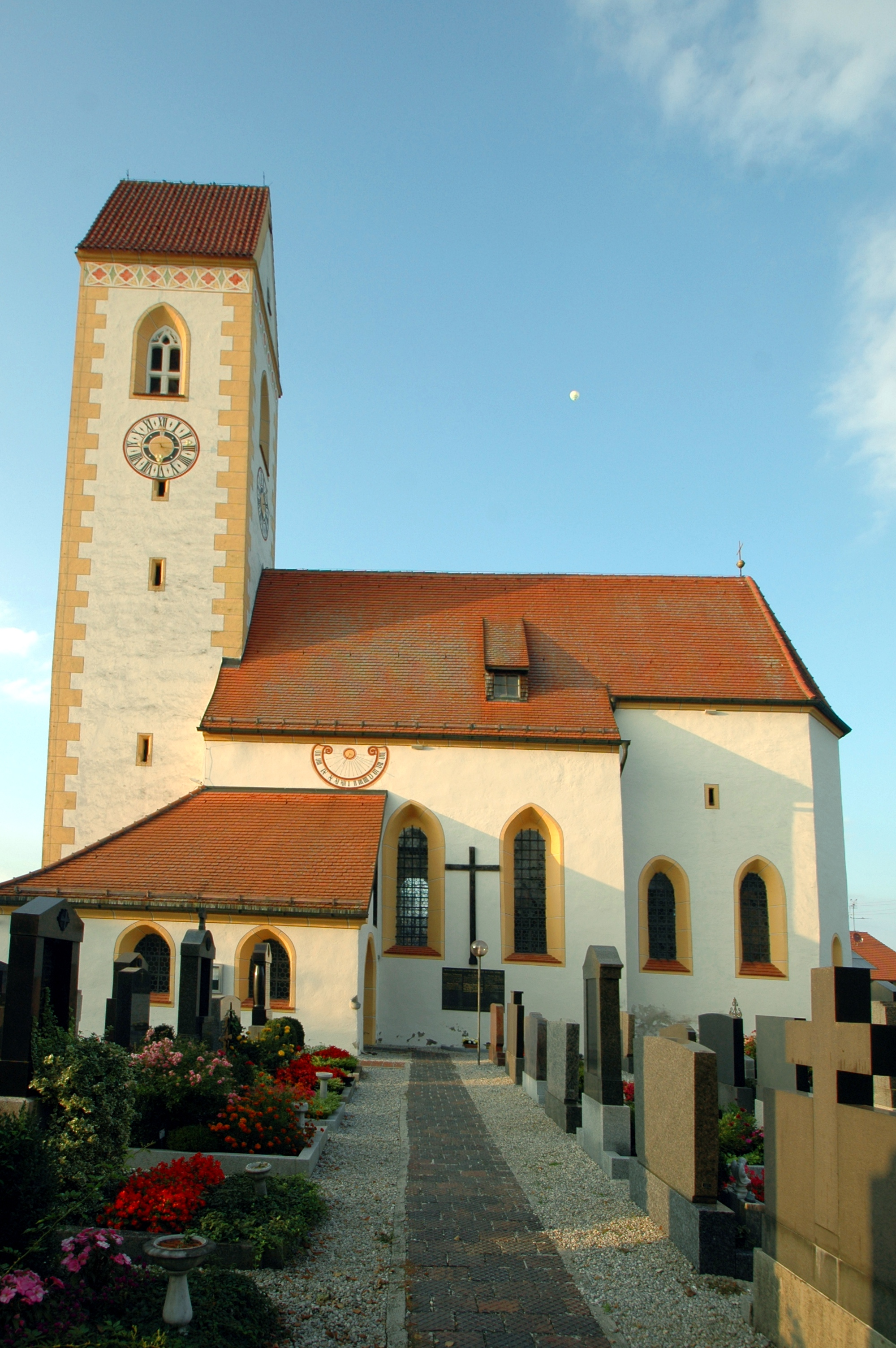
St. Martin

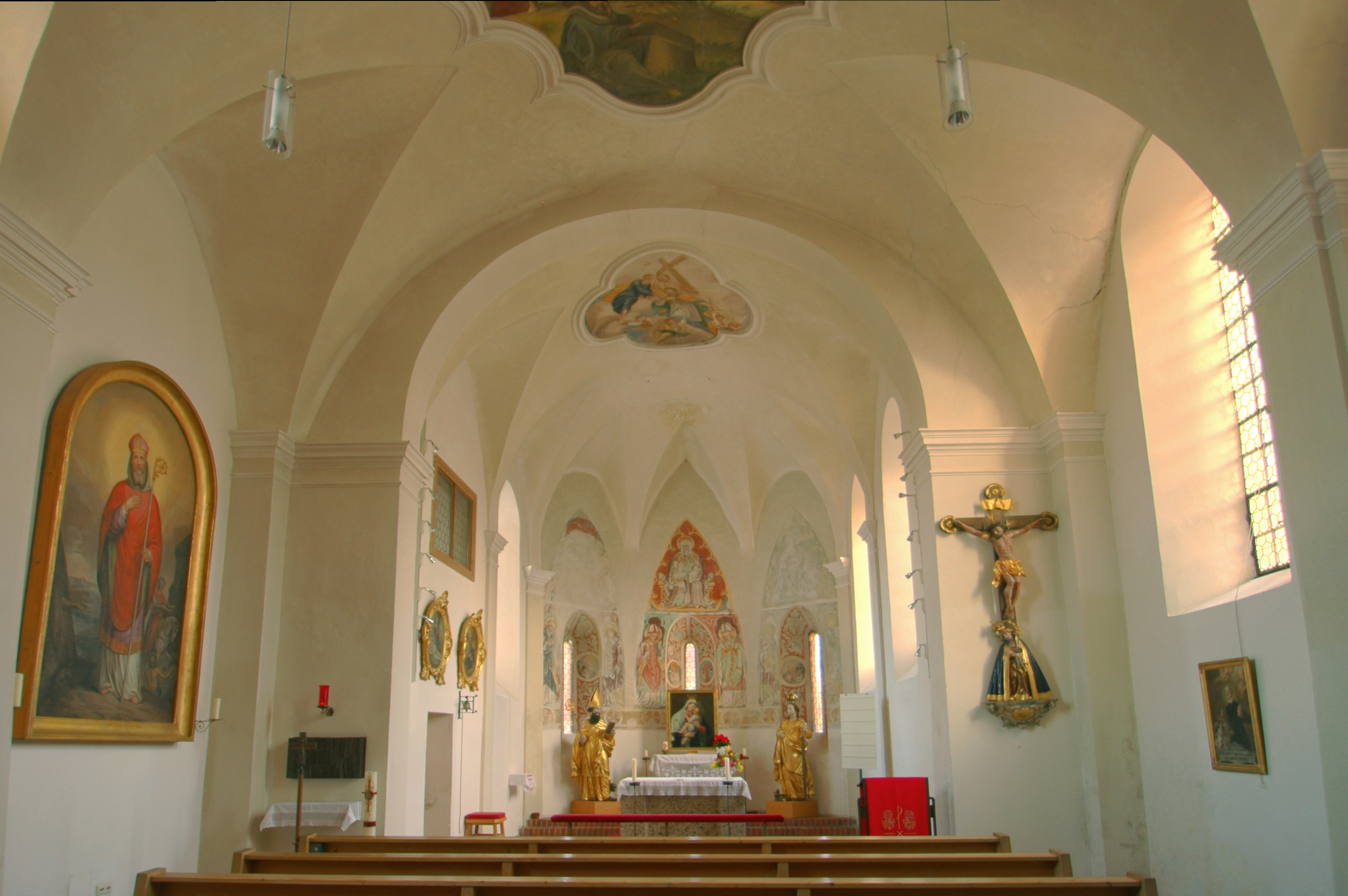
Innenansicht

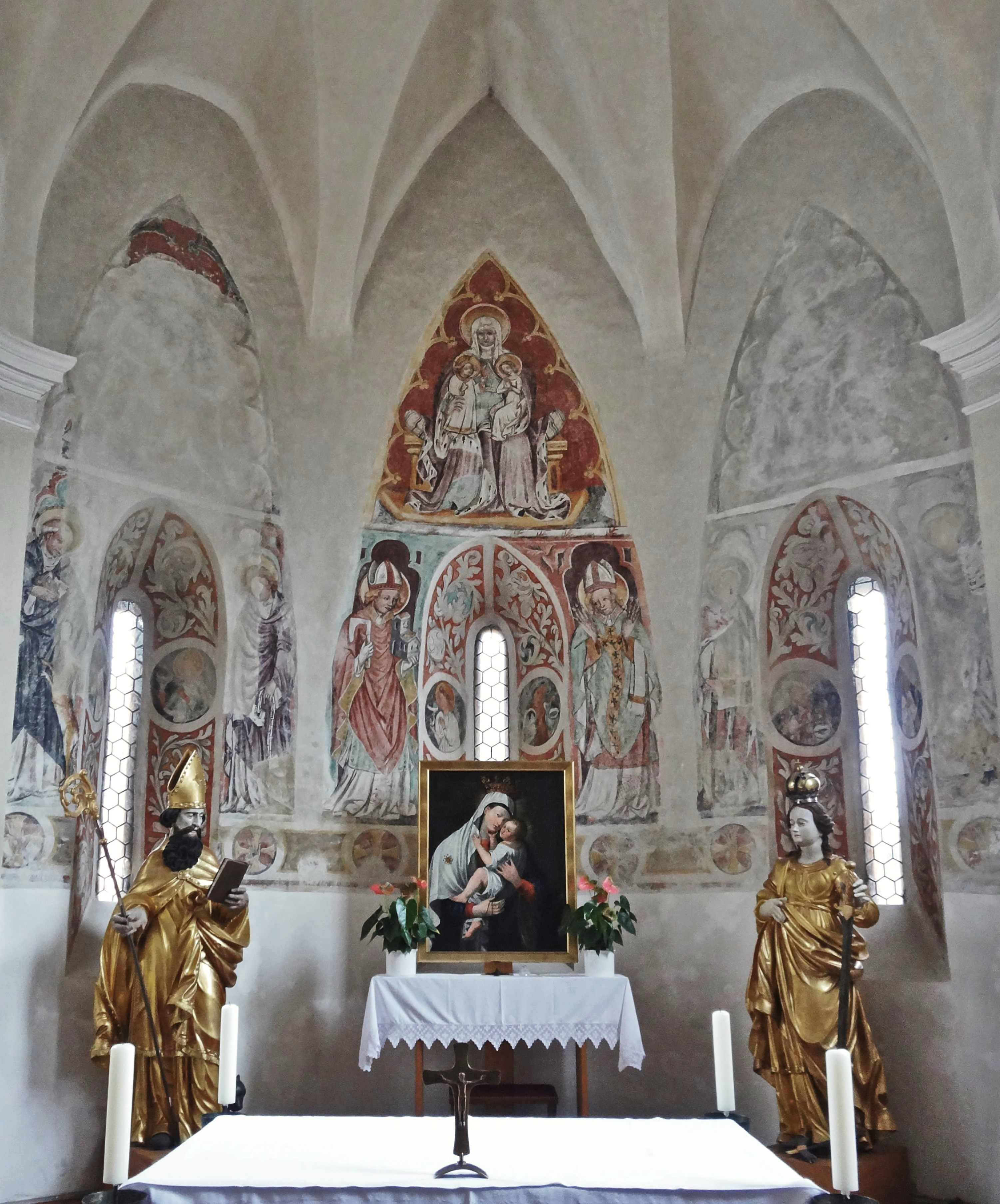
Gotische Wandmalerei am Chorschluss, davor die Statuen der hll. Korbinian und Katharina

Die  römisch-katholische Kirche St. Martin in Högling ist dem hl. Martin geweiht. Sie ist eine Filiale der Wallfahrtspfarrei Hl. Dreifaltigkeit Weihenlinden im Pfarrverband Heufeld-Weihenlinden des Erzbistums München und Freising.

## Geschichte
Die Kirche in Högling wurde erstmals 804 nach Christus urkundlich erwähnt. Sie war bis 1946 Pfarrkirche. Die Kirche weist frühgotische und romanische Stilelemente auf. Es wird vermutet, dass sie die Taufkirche für das Gebiet nördlich der Mangfall war. 1965 entfernte man die barocke Einrichtung und fand dadurch wertvolle spätgotische Fresken.

## Bauwerk
Im Westen des gotischen Saalbaues (um 1300) mit Langhaus und eingezogenem Chor erhebt sich der Turm (um 1500) mit Satteldach. Die gotische Freskomalerei (um 1420) am Chorschluss zeigt eine Anna selbdritt mit den Heiligen Wolfgang links und Erasmus rechts. An der Westwand des Turmerdgeschosses stellt ein Fresko aus der Zeit des Turmbaues eine Kreuzigungsgruppe dar. Das barocke zentrale Deckengemälde von Johann Georg Gaill (1758) zeigt eine Wundertat des hl. Martin. Das Deckenfresko im Chor zeigt die Aufnahme des hl. Martin in den Himmel durch die Heilige Dreifaltigkeit. Die hölzerne Orgelempore ist im Westen des Langhauses ohne Stützen eingebaut. Die Brüstung zieren Gemälde mit Szenen aus dem Leben St. Martins.

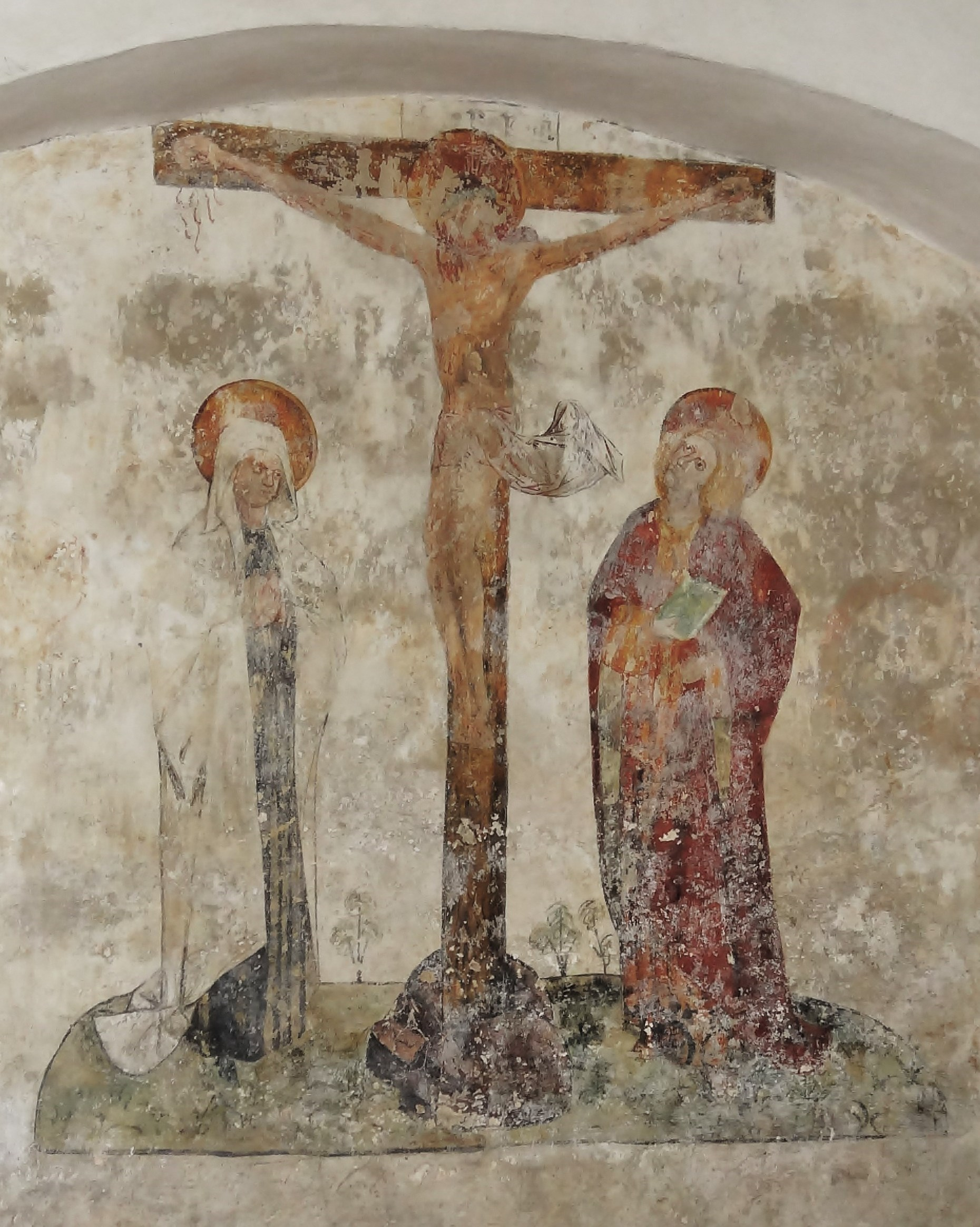
Kreuzigungsgruppe im Turmerdgeschoß
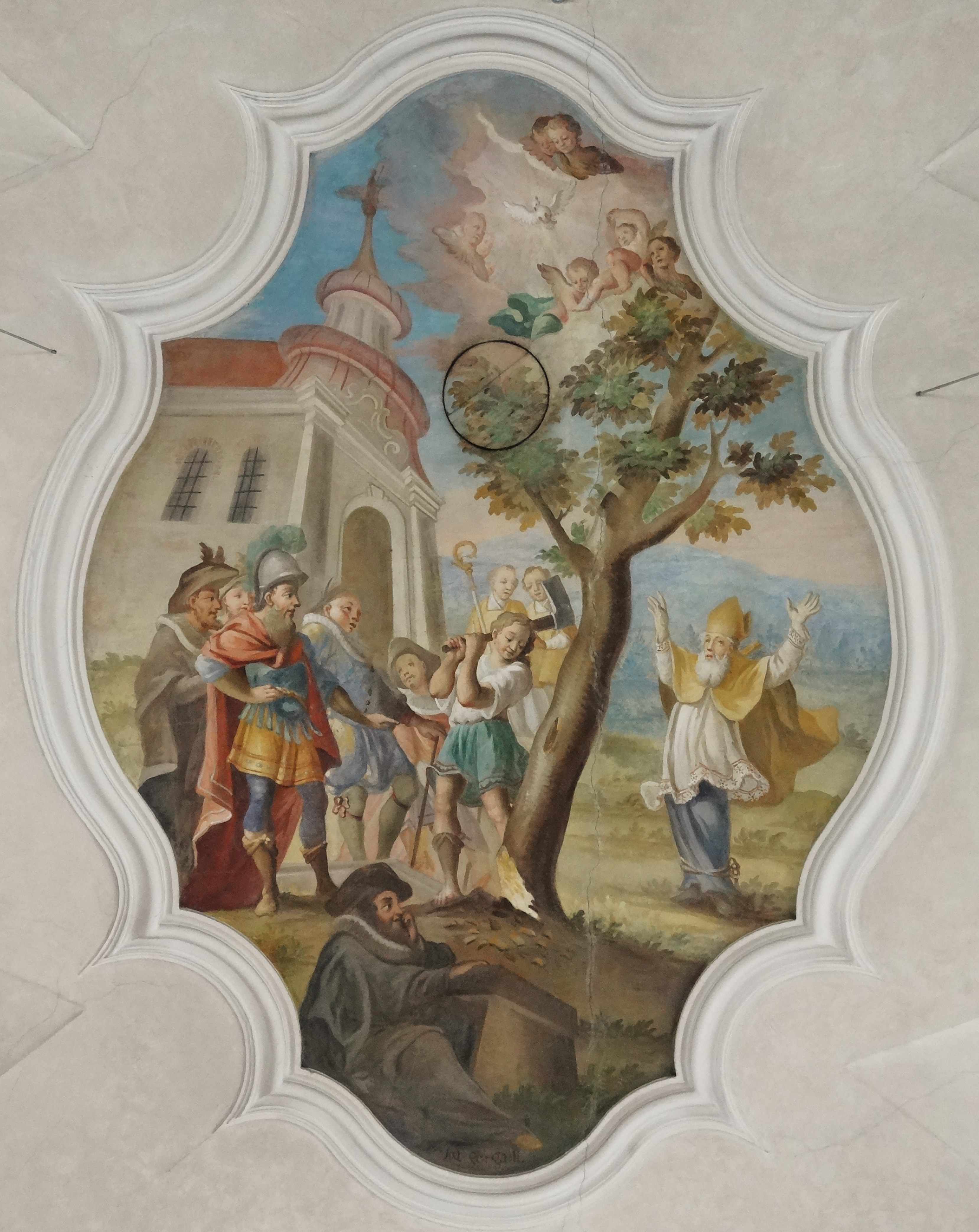
Das zentrale Deckenfresko
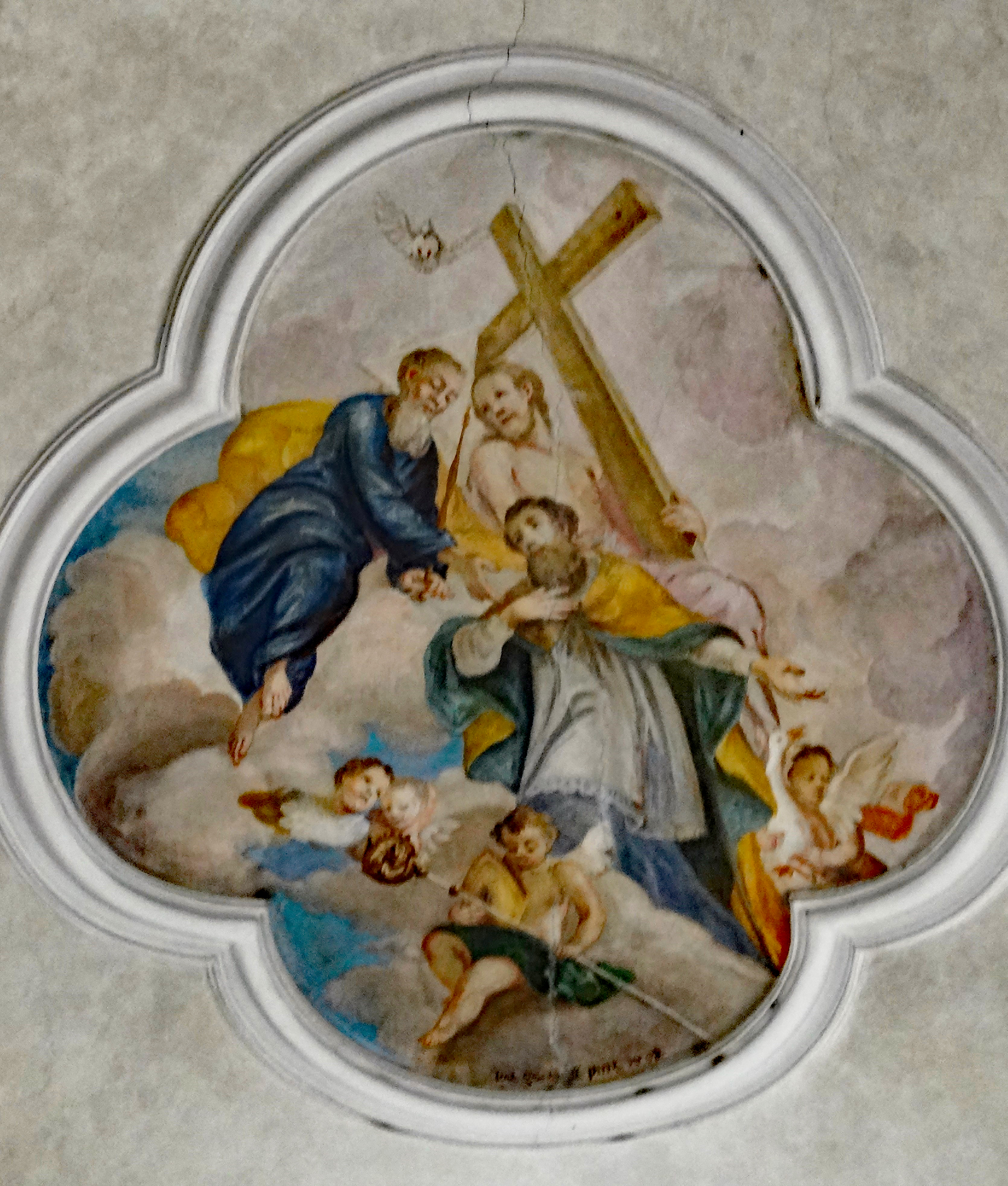
Deckenfresko im Chorraum
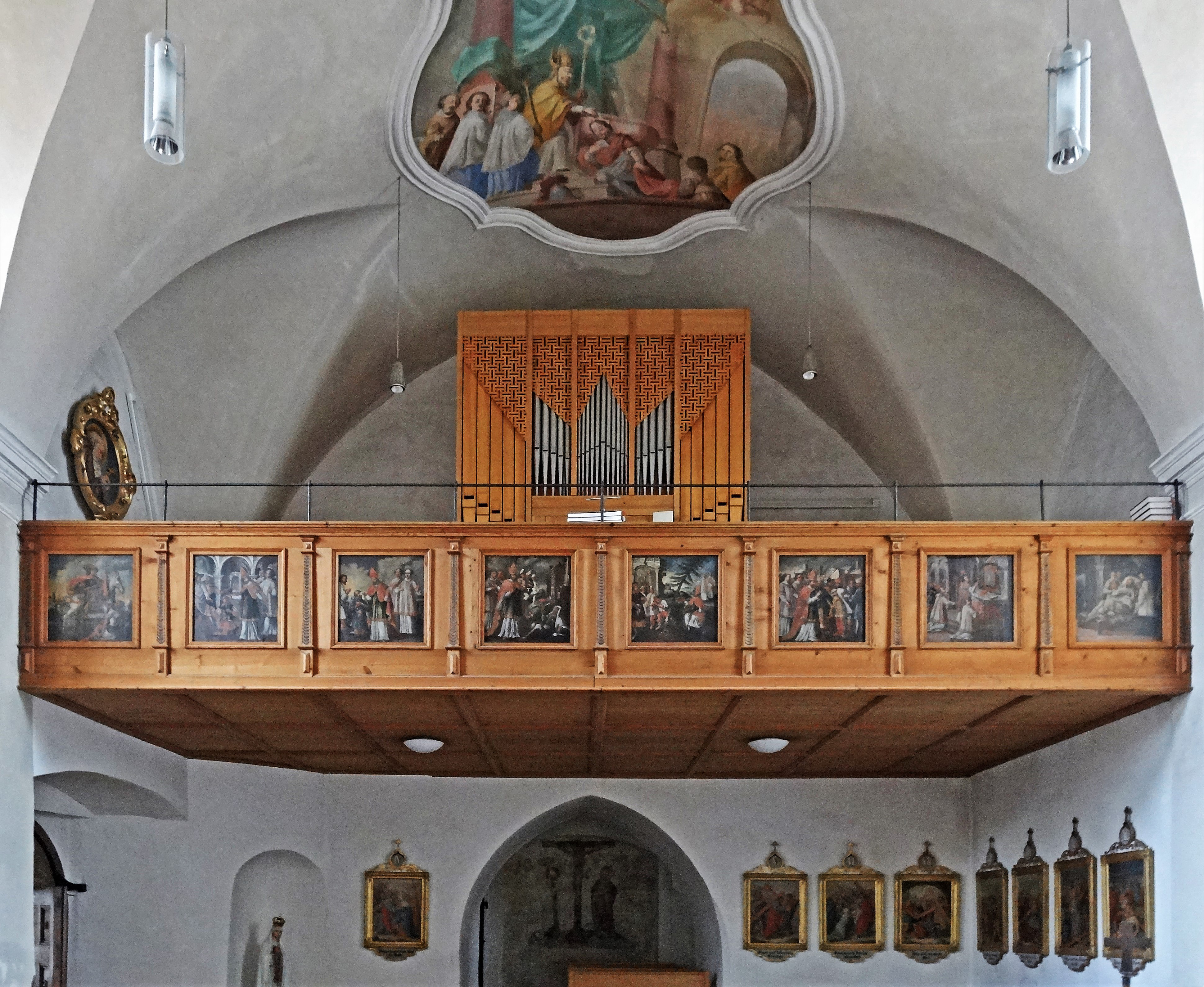
Die Orgelempore

## Einrichtung
Seitlich vor dem Fresko in der Apsis stehen im Chor die knapp lebensgroßen Statuen der Heiligen Korbinian links und Katharina rechts vom ehemaligen, barocken Hochaltar. An der Westseite des südlichen Triumphbogenpfeilers ist ein barockes Kruzifix mit darunter stehender Mater dolorosa angebracht. Votivbilder gehören zur weiteren Einrichtung.

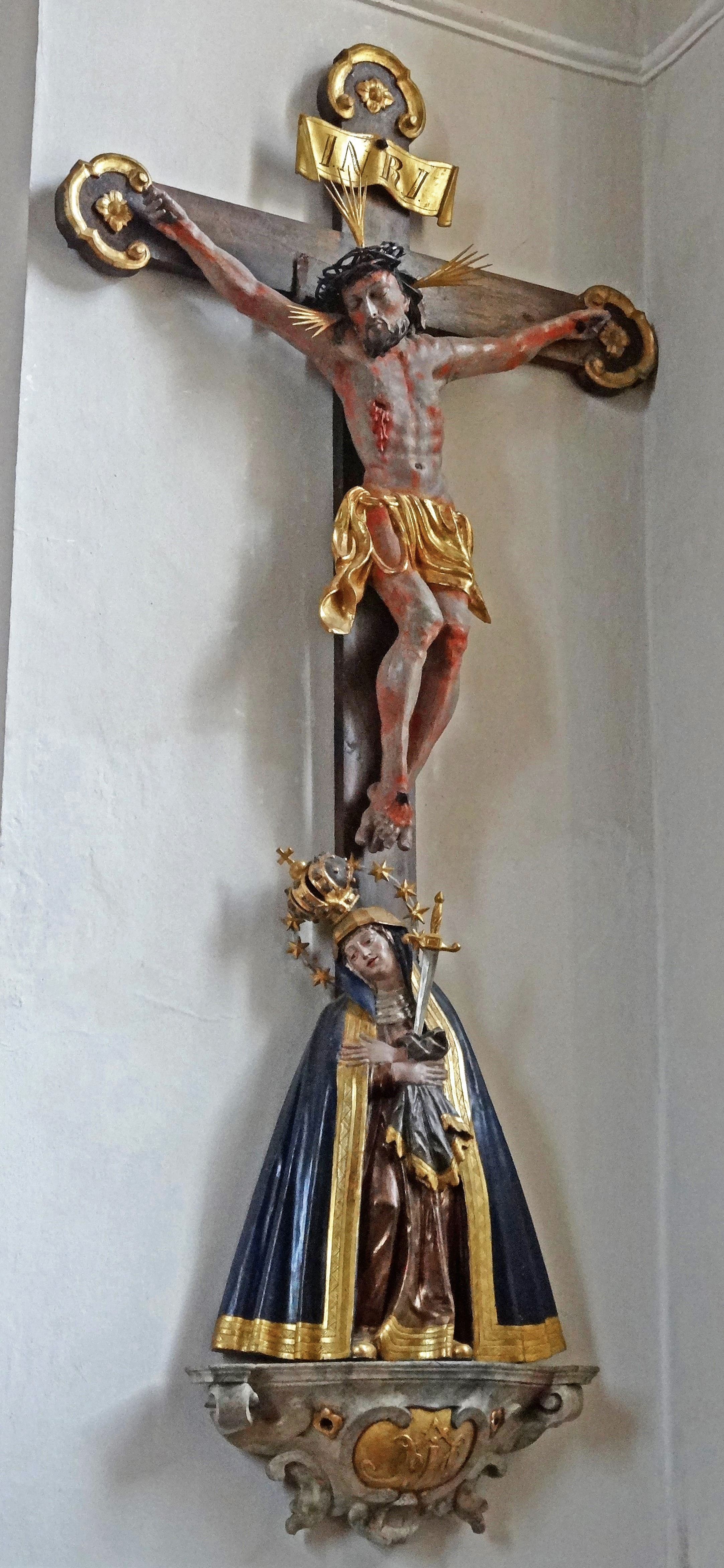
Kruzifix mit Mater dolorosa
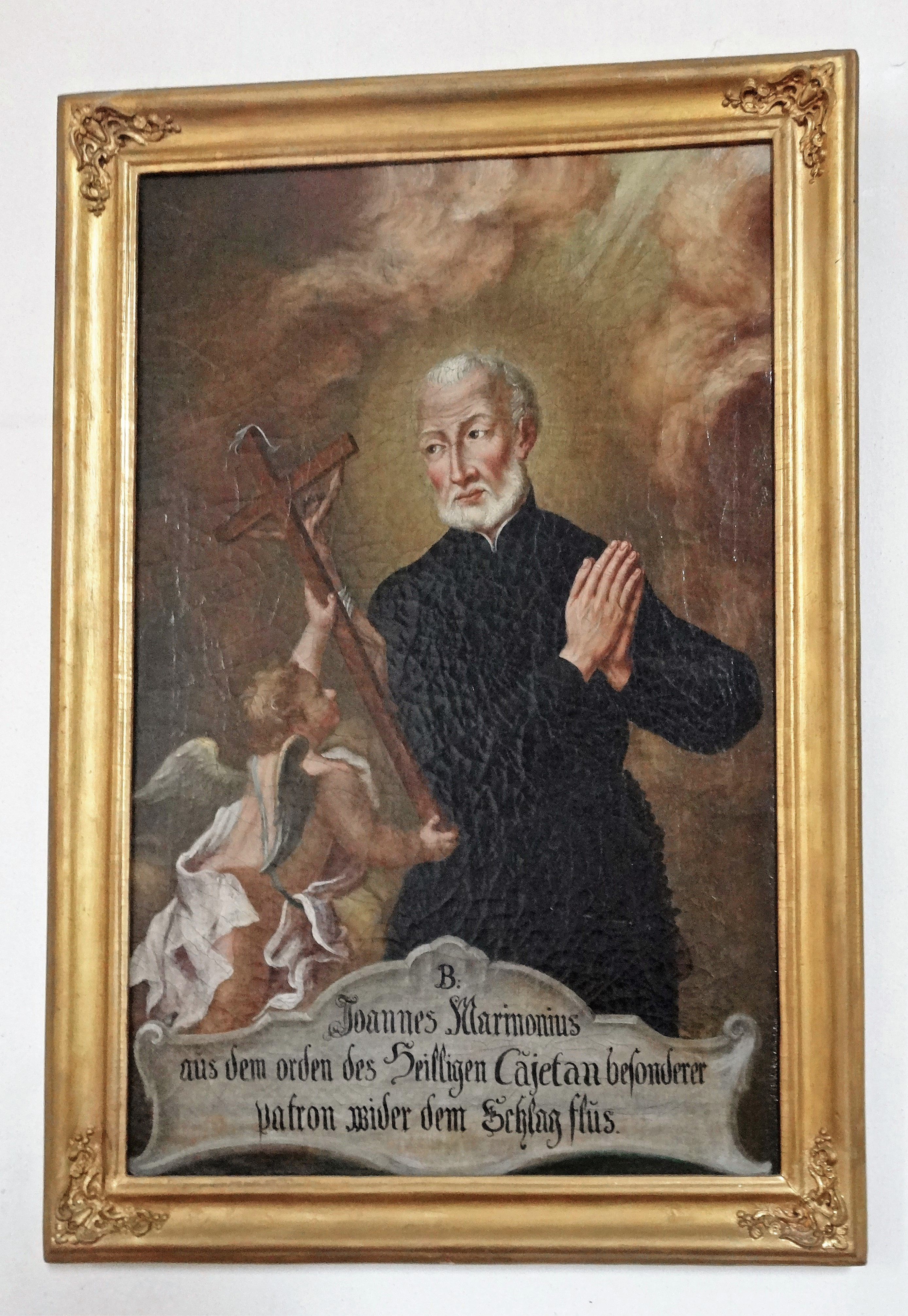
Votivbild
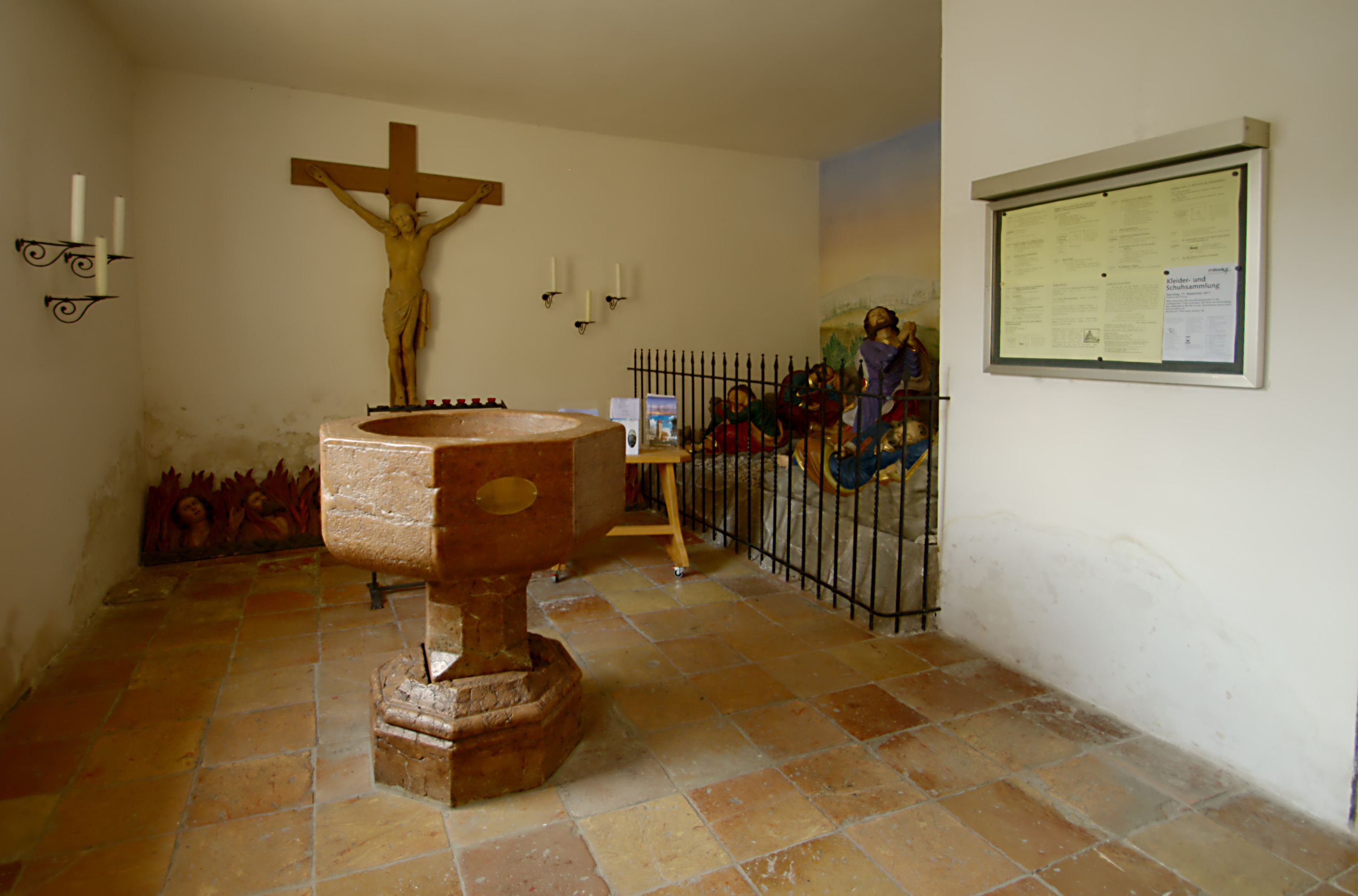
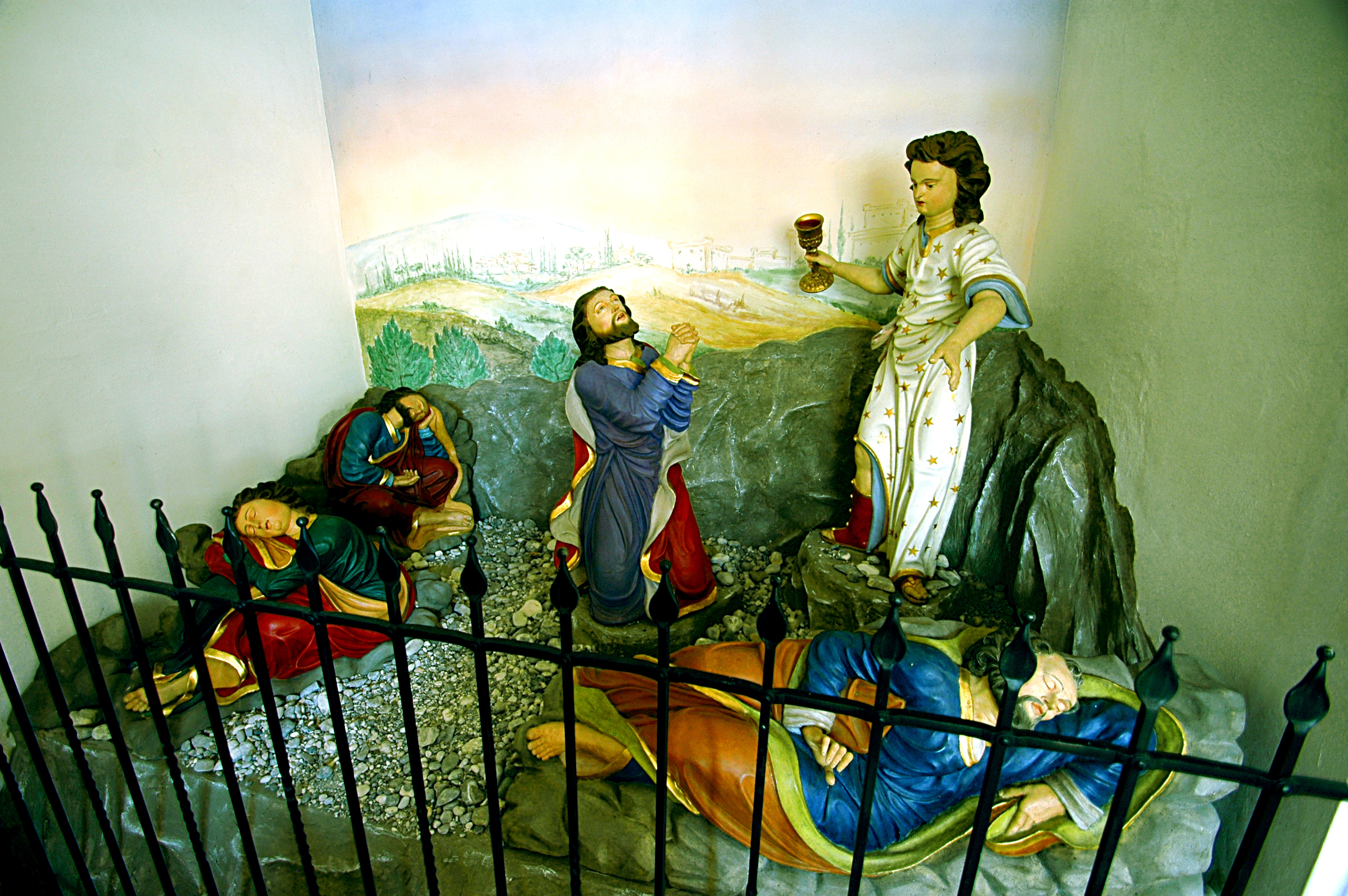